# Rock Springs (Nou Mèxic)
Rock Springs (navaho Tséchʼízhí) és una concentració de població designada pel cens dels Estats Units a l'estat de Nou Mèxic. Segons el cens del 2000 tenia 558 habitants.

## Demografia
Segons el cens del 2000, Rock Springs tenia 558 habitants, 132 habitatges, i 114 famílies. La densitat de població era de 35,7 habitants per km².
Dels 132 habitatges en un 68,9% hi vivien nens de menys de 18 anys, en un 50% hi vivien parelles casades, en un 28% dones solteres, i en un 13,6% no eren unitats familiars. En l'11,4% dels habitatges hi vivien persones soles el 4,5% de les quals corresponia a persones de 65 anys o més que vivien soles. El nombre mitjà de persones vivint en cada habitatge era de 4,23 i el nombre mitjà de persones que vivien en cada família era de 4,51.
Per edats la població es repartia de la següent manera: un 47% tenia menys de 18 anys, un 10% entre 18 i 24, un 29,2% entre 25 i 44, un 11,1% de 45 a 60 i un 2,7% 65 anys o més.
L'edat mediana era de 20 anys. Per cada 100 dones de 18 o més anys hi havia 85 homes.
La renda mediana per habitatge era de 26.429 $ i la renda mediana per família de 24.271 $. Els homes tenien una renda mediana de 24.250 $ mentre que les dones 22.500 $. La renda per capita de la població era de 6.499 $. Aproximadament el 39% de les famílies i el 44,3% de la població estaven per davall del llindar de pobresa.

## Poblacions més properes
El següent diagrama mostra les poblacions més properes.